# Jürgen Faust
Jürgen Faust (* 1955) ist ein deutscher Designer, Künstler und Forscher. Er war Dekan an der Macromedia Hochschule für Medien und Kommunikation in München und unterrichtet im Studiengang Digitale Medienproduktion Design und Medien-Theorie. Zwischen 2013 und 2020 war er Präsident der Hochschule Macromedia. Seit 2021 ist er Professor für Design und Management der SRH Fernhochschule - The Mobile University und Studiengangsleiter für Design.

## Leben
Faust schloss 1979 ein Chemiestudium an der Fachhochschule Reutlingen und im Jahr 1982 ein Studium der Schönen Künste an der freien Akademie in Nürtingen. Im Jahr 2013 legte er eine Promotion am Planetary Collegium, University of Plymouth mit dem Titel „Towards a comprehensive and universal design theory“ vor.
Faust begann 1986 als der Mitbegründer, stellvertretender Direktor und Dozent am Kunstseminar Metzingen (wurde dann Fachhochschule Schwäbisch Hall). Im Jahr 1997 wurde er Dekan des Instituts für Kunst und Medien an der Fachhochschule Metzingen. Als Gastprofessor lehrte er 1998 an der Cleveland State University, USA.
Im Jahr 1999 erhielt Faust den Ruf an das Institut für Kunst, Design und Mediendesign der Cleveland Institute of Art (USA). Zu dieser Zeit wurde er auch zum Dekan des Integrated Media Environment ernannt und war zuständig für T.I.M.E (Technology and Integrated Media). Er war verantwortlich für die Neugestaltung der Bildungsinhalte in den Bereichen Print Medien, Zeichnen, Illustration, Kommunikationsdesign und biomedizinischer Kommunikation. Im Frühling 2005 übernahm er ebenfalls die Verantwortung für die Fachbereiche Visuelle Kommunikation, medizinische und wissenschaftliche Illustration. Nachfolgend veröffentlichte und forschte er an der Übertragung von Designmethoden und Prozessen ins Management.
Am Instituto Tecnológico y de Estudios Superiores de Monterrey (Mexico) arbeitete er von Januar bis Dezember 2006 als Dekan und von Januar bis Juni 2007 als Professor Design und Theorie. Sein Schwerpunkt war auch hier die Übertragung von Designprozessen in andere Disziplinen. Seit Mai 2007 ist er Chief Academic Officer am Istituto Europeo di Design (IED) in Mailand (Italien) und arbeitet als Professor für Medien und Kommunikationsdesign an der Fachhochschule München.
Von 2009 bis 2020 war Faust als Professor an der Macromedia Hochschule in München tätig, deren Vice President for Academic Affairs and Research er zwischen 2010 und 2013 war. Von 2013  bis 2020 war er Präsident der Hochschule Macromedia.
Seit 2021 ist er Professor für Design an der SRH Fernhochschule und leitet dort zwei Master-Studiengänge.

## Wirken
Seit 1990 lehrt Faust an Design Schulen und baut Bachelor- und Masterprogramme weiter aus. Seit dem Ende der 1990er Jahre entwirft er Programme zur Digitalen Medienproduktion, konzipiert Studienpläne im Design und leitet den Entwicklungsprozess und die Umsetzung seiner Ideen.
Werke von Jürgen Faust befinden sich u. a. in den Sammlungen des Landkreis Reutlingen, der Stadt Weilheim an der Teck, der State Galerie Slowakia, Ludwig Museum Koblenz und dem Cleveland Museum of Art.

## Auszeichnungen
- 1986–1989 Preis für Soziokulturelle Zentren, Regierungspräsidium Tübingen
- 1990 Preis des Landesministeriums Baden-Württemberg für *NATUR UND KUNST, EINE DENKPROBLEMATIK*, Juergen Faust, Metzingen
- 1992 Preis des Landesministeriums Baden-Württemberg: *Juergen Faust*, Ausstellung in der Staatsgalerie Banska Bystrica, Slowakei
- 1995 Preis für Soziokulturelle Zentren, Regierungspräsidium Tübingen
- 1995 Preis des Landesministeriums Rheinland-Pfalz *Juergen Faust Ausstellung in der Galerie Maas und Guth-Maas, Reutlingen Preis der Ritter Sport Stiftung
- 1997 Preis des Landesministeriums Rheinland-Pfalz und Preis der Helmut Servas Stiftung, MONOTON’ Jürgen Faust Kunsthalle Servas und Ludwig Museum Koblenz, Baden-Württemberg Preis für den Katalog und die Show von Gisela und Gerhard Dreher
- 1998/99' Preis des Landesministeriums Rheinland-Pfalz A REAM IS A REAM IS NOT A REAM, A PAGE IS A PAGE IS NOT A PAGE, Cleveland, Main Gallery CSU
- 2001 Preis des Landesministeriums Rheinland-Pfalz: transition-99/00/01, Jürgen Faust, Ausstellung im Museum Leon Wyczolkowski
- 2003 Flower Grant, Cleveland Institute of Art
- 2004 Preis des Landesministeriums Rheinland-Pfalz: Hermeneutischer Zirkel, Jürgen Faust, Exhibition Cleveland Heights Art Gallery
- 2005 Preis der Autisten für die Entwicklung von Medienlehrumgebungen

## Ausstellungen Auswahl
- 1981 Gemeinde Kunstmuseum „Kornhaus“ in Kirchheim Teck; Katalog
- 1982 Ausstellung im Künstlerhaus Stuttgart
- 1983 „Diotima liebt auch Dich“ in Nürtingen, Rathaus
- 1984 Ausstellung in der Galerie Lillo in Venedig-Maestre/Italien und Ausstellung im Künstlerhaus Stuttgart
- 1990 „Wie finde ich den Geist“ im Kunstforum in Weilheim/Teck
- 1991 Ausstellung Projekt „Natur und Kunst“
- 1992 Ausstellung in the Queen's Hall in Hexham/England; Katalog Stadt Reutlingen, Jährliche Ausstellung
- 1993 Ausstellung in the National Gallery in Banska Bystrica/Slowakei; Katalog
- 1994 Kunstverein Germersheim, „Kunst ausserhalb des Rahmens“, Katalog
- Ausstellung in der Galerie Guth-Maas und Maas, Reutlingen; Katalog
- 1995 Ausstellung in der Messehalle 1a Pirmasens; Katalog
- 1997 Ausstellung im Ludwig Museum in Koblenz, Katalog
- 1998 Ausstellung in der Stadtgalerie Muzeum Sztuki Współczesnej-BWA Wrocław, Impulsy, Ausstellung im Muzeum Ziemi Lubuskiej – Zielona Góra, Impulsy, Katalog
- 1999 Sommerausstellung Bratislava, Slowakei DECKER GALLERY in Maryland Institute College of Art, drei europäische Künstler: Jürgen Faust, Viktor Hulik und Martin Berdyszak, Installations
- 2001 Ausstellung im Museum Leon Wyczolkowski, Bydgoszcz, Polen, Katalog, Jährliche Fakultätsausstellung am the Cleveland Institute of Art Präsentiert von der Galerie Eva Mack, Kunst Messe Zurich, Schweiz
- 2002 Annual faculty exhibition, Cleveland Institute of Art Exhibition, Mixed Reality, Breslau, Polen, Catalogue
- 2003 Siggraph 2003, Wall works series, San Diego, Catalogue 2nd CLEVELAND BIENNIAL – photographic and digital media

Annual faculty exhibition, Cleveland Institute of Art
- 2004 Heights Arts, solo exhibition, August 2004, “hermeneutic circle”

Annual Faculty exhibition Cleveland Institute of Art
Elevation Art exhibition, connecting 13+
- 2005 Annual faculty exhibition, Cleveland Institute of Art

NEO show, Cleveland Museum of Art, “Installation: Competing Lines”
- 2006 BoMA Gallery, Columbus Oh, screening of video projections

## Projekte
- 1994 Design des neuen Gebäudes (Freie Hochschule Metzingen)
- 1990 Design für die Galerie, Forum Kunst in Weilheim/Teck
- 1998 MULTIMEDIA SHOW; Best factory award, Deutschland; zusammen mit dem Magazin Impulse, Bonn und MULTIMEDIA SHOW, Jahrestagung des DPD, Stuttgart
- 2000, Design einer großen Messskulptur für das neue Krankenhaus, part II
- 2001–2002 Entwicklung eines interaktiven Museumsführers für das Kunstmuseum in Cleveland
- 2006 Positive Design Konferenz Initiator und Organisator, Monterrey Mexico
- 2009 Konzeption und Organisation des 'annual planetary collegium conference, Munich'
- 2010 D4SB Konferenz Mailand, Konzeption und Organisation
- 2011 Designing Business Konferenz, Barcelona, Konzeption und Organisation
- 2012 Konferenz Chair, Managing Creativity versus Creative Management, Munich

## Performances, Theaterprojekte
- 1981 HAPPENINGS im Rahmen der Ausstellung im Gemeindekunstmuseum „Kornhaus“ in Kirchheim Teck; Gründer der Theatergruppe „HAUPTSACH FERTIG“ mit Hilmar Braun, Joachim Walter and Wolfgang Fritz
- 1983 PERFORMANCE: „Rot, aktiv kinaesthetisch und visuell erleben“ Erste musikalische PERFORMANCE, „Klangkollagen“ („Sound Collages“), performed in der Bastion in Kirchheim/Teck und anderswo TWO HAPPPENINGS zusammen mit Iso Wagner im Künstlerhaus Stuttgart, Reuchlinstrasse, PERFORMANCE „NECKARBLICK“ mit Iso Wagner
- 1984 PERFORMANCE in der Galerie Lillo MUSIK PERFORMANCE in Pirmasens, Atelier Fritz, Schmenger
- 1987/1988/1989 Theater Produktion, Elektra, Sophokles, Stuttgart, Aalen, Nürtingen, Metzingen
- 1987/1988/1989 Theater Produktion, Antigone, Sophokles, Stuttgart, Rottenburg
- 1993 PERFORMANCE in der Nationalgalerie, Slowakei, ‘ It is five to noon’ HAPPENING „7x7“; Katalog mit vier Studenten
- 1995 Performance Kunstforum Weilheim/Teck, Ein geschlossenes System

## Publikationen
- KATALOG Jürgen Faust, Joachim Walter, paintings 1981, Nürtingen KATALOG *Hauptsach fertig* with Wolfgang Fritz, Joachim Walter and Hilmar Braun, Kirchheim/Teck
- KATALOG *NATUR UND KUNST, EINE DENKPROBLEMATIK* (*Nature and Art, an Intellectual Problematic*), Juergen Faust, Metzingen 1990
- KATALOG *Zur Morphologie der Begriffe* (*On the Morphology of Concepts*), Juergen Faust, Exhibition in the Queen's Hall in Hexham/England, 1992
- KATALOG *Juergen Faust*, exhibition in Banska Bystrica, Slovakia, introduction by Dr. Alena Vrbanova, Banska Bystrica 1992
- Jürgen Faust: "Umweltästhetik oder kann das Verlangen nach Schönheit die Welt retten?, Eigenverlag, Zwiefaltendorf 1993
- KATALOG *JUERGEN FAUST*, exhibition in Pirmasens „Hin zu Begriffen“ („Towards Concepts“), introduction by Dr. Alena Vrbanova, Pirmasens
- KATALOG „JÜRGEN FAUST“, exhibition in the Gallery Maas und Guth-Maas, Reutlingen 1996 From The Object To The Process – Culturdesign, Essay published in Metzingen, Kunstseminar Freie Hochschule 1995
- KATALOG ‘MONOTON’ Jürgen Faust Kunsthalle Servas und Ludwig Museum Koblenz, 1997
- KATALOG IMPULSY, BWA, Wrocław und Muzeum Zielona Góra, Polen, 1998
- KATALOG A REAM IS A REAM IS NOT A REAM, A PAGE IS A PAGE IS NOT A PAGE, Cleveland, Main Gallery CSU, 1998/99
- KATALOG, Anual summer exhibition, Bratislava 1999, Curated by Victor Hulik
- KATALOG, “Painting Function: Making It Real” Spaces, Cleveland, Katalog, Curated by Saul Ostrow.
- KATALOG, transition-99/00/01, Jürgen Faust, Exhibition Museum Leon Wyczolkowski, Bydgoszcz, Poland
- KATALOG, Electronic Art und Animation Katalog, Siggraph 2003, San Diego
- “Dialogues in the realm of Managing as Designing”, Jürgen Faust and Fred Collopy, Cleveland 2003
- ”Purposes in lieu of goals; enterprises in lieu of things”, in Managing as Designing, Stanford Press 2003, Richard Boland, Fred Collopy
- CD-ROM KATALOG, “hermeneutic circle”Heights Arts, solo exhibition, Cleveland 2004, introduction Dr. Harvey Hix
- ‘Positive Design’ in The Journal of the American Society for Information, Science and Technology (JASIST), in Druck, erscheint 2009
- Design Discourse and Discourse Design: Reflections on ‘Conveyance Matter’In: New Realities: Being Syncretic, Consciousness Reframed: The Planetary Collegium's IXth International Research Conference, Editors: Ascott, R., Bast, G.; Fiel, W. Springer Verlag Vienna, New York (2009)
- „Dialogues in the realm of Managing as Designing“, essays authorized by Faculty from The Cleveland Institute of Art and Weatherhead School of Management. Organized by Jurgen Faust and Fred Collopy.
- Designing Information and Organizations with a Positive Lens, Volume 2 (Advances in Appreciative Inquiry) by Michel Avital, Richard J. Boland, and David L Cooperrider
- ”Purposes in lieu of goals; enterprises in lieu of things”, in Managing as Designing, Stanford Press 2003, Richard Boland, Fred Collopy
- CD-ROM CATALOG, “hermeneutic circle”Heights Arts, solo exhibition, Cleveland 2004, introduction Dr. Harvey Hix
- Designing Information and Organizations with a Positive Lens, Volume 2 (Advances in Appreciative Inquiry), by Michel Avital, Richard J. Boland, David L Cooperrider, JAI Press; (October 13, 2007)
- Chapter: Positive design, Jurgen Faust Journal of the American Society for Information Science and Technology Volume 60, Issue 9, Pages 1887–1894
- Chapter: Faust, J. (2010), ‘Designing design and designing media’, Technoetic Arts: A Journal of Speculative Research 8: 1, pp. 109–114, doi:10.1386/tear.8.1.109/1
- SDN magazin Touchpoint article: Using Service Design Education to Design University Services
- Design for Social Business Reader, IED publication, 2011, edited with Valentina Auricchio
- Jurgen Faust and Valentina Aurrichio, Eds., Design for Social Business, setting the stage; 2011, Lupetti, Milano.
- Sabine Junginger and Jurgen Faust, Eds., Designing Business and Management; 2016, Bloomsbury Academic (January 14, 2016)